# José Guilherme de Toledo
José Guilherme de Toledo (São Paulo, 1994. január 11. –) brazil kézilabdázó, jobbátlövő, a Wisła Płock játékosa.

## Pályafutása

### Klubcsapatokban
José Toledo hazájában, a Handebol Itapema csapatában kezdett kézilabdázni. 2014 nyarán szerződött Európába, a spanyol Granollerszhez. Első idényében a spanyol élvonalban 56 gólt szerzett és az EHF-kupában is eredményes volt tizenhat alkalommal. A 2015-2016-os szezon első felében 47 gólt szerzett, majd 2015 novemberében a lengyel Wisła Płockhoz igazolt. A Plock színeiben bemutatkozhatott a Bajnokok Ligájában is.  

### A válogatottban
A 2013-as U19-es világbajnokságon 64 gólt szerzett, ezzel második helyen végzett a góllövőlistán. 2015-ben mutatkozott be a felnőtt válogatottban, részt vett az az évi világbajnokságon és a hazai rendezésű, 2016-os riói olimpián is. 2016-ban Pánamerikai bajnokságokat nyert a csapattal.